# Quela
Quela – miasto w Angoli, w prowincji Malanje.